# Агаджанов, Амиль Халиддин оглы
Амиль Халиддин оглы Агаджанов (азерб. Ağacanov Amil Xaliddin oğlu; род. 24 июля 1983, Казах) — азербайджанский футболист, амплуа — вратарь.

## Биография
Амиль Агаджанов родился 24 июля 1983 года в городе Казах, Азербайджанской ССР. В 1990—1995 годах вместе с семьей проживал в Германии, в городе Вернойхен. Футболом начал заниматься в возрасте 7 лет, в футбольной секции местной школы Вернойхена. В дальнейшем вернулся в Азербайджан.
Является воспитанником газахской школы футбола. В 1997 году начал делать первые шаги в детском футбольной секции клуба «Геязань». Первым наставником был Намиг Байрамов. В 2000 году выступал в составе газахцев в любительской футбольной лиге чемпионата Азербайджана.

## Клубная карьера
Профессиональную карьеру футболиста начал в 2001 году с выступления в клубе «Гёязань» из города Газах. До 2004 года выступал за дубль клуба в первой лиге чемпионата республики. С 2004 года перешел в основной состав газахцев. В дальнейшем защищал цвета таких азербайджанских клубов, как «Олимпик» (Баку), «Туран» (Товуз), «Баку», «Масаллы», МОИК (Баку), «Стандард» (Баку), «Мугань» (Сальяны) и АЗАЛ (Баку). С мая 2013 по июль 2015 года выступал за клуб Премьер-лиги «Симург», из города Загатала, с которым подписал двухлетний контракт.

## Лига Европы УЕФА
Будучи игроком АЗАЛА, Агаджанов попал в заявочный лист бакинцев, поданный в УЕФА для участия в групповом этапе Лиги Европы УЕФА в сезоне 2011/2012 годов.

## Карьера в сборной
В период с 2004 по 2005 год 8 раз призывался в состав молодёжной сборной Азербайджана.

## Достижения
«Баку»
- Бронзовый призёр чемпионата Азербайджана: 2007